# Буда (Калинковичский район)
Буда (бел. Буда) — деревня в Дудичском сельсовете Калинковичского района Гомельской области Беларуси.
Поблизости расположено месторождение железняка.

## География

### Расположение
В 6 км на северо-восток от районного центра и железнодорожной станции Калинковичи (на линии Гомель — Лунинец), 117 км от Гомеля.

### Гидрография
На реке Ненач (приток реки Припять).

## Транспортная сеть
Транспортные связи по просёлочной, затем автомобильной дороге Лунинец — Гомель. Планировка состоит из 2-х частей: северной (к прямолинейной широтной улице присоединяется с юга под прямым углом короткая прямолинейная улица) южной (от деревенской дороги отходят веером на восток 3 короткие улицы). Застройка двусторонняя, деревянная усадебного типа.

## История
По письменным источникам известна с XVIII века как деревня в Минском воеводстве Великого княжества Литовского. Под 1778 год обозначена как селение, 3 дыма, в Каленковичском церковном приходе. После 2-го раздела Речи Посполитой (1793 год) в составе Российской империи. В 1850 году собственность казны. В 1908 году в Дудичской волости Волости Речицкого уезда Минской губернии. В 1913 году открыта школа, которая разместилась в наёмном крестьянском доме, а в 1923 году для неё построено собственное здание.
В 1928 году организован колхоз «Красная Буда», первым председателем которого стал Иван Николаевич Лаевский (1895 г.р.). В колхозе успешно работали 2 ветряные мельницы, кузница, начальная школа (в 1935 году 76 учеников).
С началом Великой Отечественной войны, Буда была оккупирована немецкими войсками Вермахта. Была создана оккупационная администрация, с привлечением к сотрудничеству местных жителей, из числа репрессированных Советской властью. Председатель колхоза "Красная Буда", Лаевский И. Н. решением Полесского обкома ВКП-б был оставлен в тылу врага, для организации подполья, руководством резидентуры НКВД и связью с партизанскими отрядами. Решение хранится в государственном Архиве РБ. По своей инвалидности - хромоте, он не подлежал призыву в РККА. С организанией немецкой полиции в сельском округе и его отделения в д. Буда в конце сентября 1941 года, Лаевский И. Н. выл выдан, как коммунист и активный функционер Советской власти, полевой военной полиции - (Feldgendarmerie) германского Вермахта непосредственно расквартированной в д. Буда. На следующий день, был оформлен и выдан письменный приказ Военной Полевой жандармении на его арест и передачу советского активиста в следственный отдел германской, государственной тайной полиции - ГЕСТАПО, в г. Калинковичи (нем. Gestapo; сокращение от нем. Geheime Staatspolizei, «тайная государственная полиция») — тайная государственная полиция Третьего рейха в 1933—1945 годах. Организационно входила в состав Министерства внутренних дел Германии.)
14 октября 1941 года, при конвоировании в г. Калинковичи, первый председатель колхоза, Лаевский И. Н. был зверски убит полицейскими, из числа местных жителей: Бичаном и Гадлевским. Военной полицией Вермахта они были арестованы за самоуправство, но с помощью отца Бичана, который был начальником полиции сельского округа, им удалось избежать наказания и они были освобождены из под стражи. По предварительному сговору, между собой, Бичан и Гадлевский утверждали, что Лаевского И. Н. забрали с собой проезжавшие по дороге на грузовике, солдаты Вермахта и они вернулись в Буду, для продолжения несения службы и о судьбе Лаевского они не имеют никакой информации.
Свидетелем зверского убийства председателя, стал его сын, Владимир Лаевский (1926 - 1986, похоронен на городском кладбище "Осовцы" в Гомеле). Спрятавшись в картофельном поле, он наблюдал, как Бичан и Гадлевский, примкнутыми к своим винтовкам штыками, зверски убили председателя. Он был замечен Бичаном и бежал с места событий в лес. Оба преступника-коллаборациониста открыли по нему огонь на поражение, но сыну председателя удалось добежать и скрыться в лесном массиве, невредимым, откуда он уже не смог вернуться в свой дом. На трупе Лаевского И. Н., при захоронении насчитали более 40 ран. После убийства председателя колхоза, его дом был подожжен неизвестными и полностью сгорел, а его дети были вынуждены покинуть родное село. Младший сын первого председателя колхоза, Владимир Лаевский, нашел в лесу партизан и до освобождения д. Буда Советской Армией, действовал в составе Калинковичской партизанской бригады.
Организатор первого колхоза в д. Буда и его первый председатель, Лаевский Иван Николаевич, похоронен на местном кладбище. Имеется памятная мемориальная доска. Изменник Родины, сотрудничавший с оккупантами, полицейский Гадлевский, при освобождении дер. Буда, был задержан на местном кладбище местными партизанами, о чем был составлен подробный протокол, но его сообщнику, Бичану удалось бежать с отступающими войсками германского Вермахта. Впоследствии, в апреле 1945 года, он был задержан в Алжире, английской военной полицией, установлен как гражданин СССР и передан военной контрразведке НКВД. При аресте у Бичана была язъята винтовка и 7 боевых патронов к ней. В уголовном деле имеется протокол ареста.
Бичан по приговору Военного трибунала, в 1947 году, был осужден к лишению свободы на срок 25 лет, с содержанием в ИТК Кемеровской области. Но через 6 лет он стал активно ходатайствовать о помиловании и используя "хрущевскую оттепель" ему удалось добиться пересмотра уголовного дела. Отбыв 8 лет лагерей он был переведен в колонию-поселение условно - досрочно и затем освобожден, с выдачей ему 47 рублей деньгами. Бичан проживал в г. Ленинск-Кузнецкий, Кемеровской области. Материалы его архивного уголовного дела, хранятся в Управлении ФСБ РФ по Кемеровской области.
Во время Великой Отечественной войны в боях около деревни погибли 477 советских солдат и партизан (похоронены в братской могиле на местном кладбище). Освобождена 13 января 1944 года, 41 житель погиб на фронте. В мае 1944 года жители из деревни, которая находилась во фронтовой полосе, были переселены в деревню Есипова Рудня, где они размещались до начала операции «Багратион», когда военные действия переместились дальше от этих мест. Согласно переписи 1959 года центр колхоза «Содружество». Располагались подсобное хозяйство районного потребительского общества, отделение связи, библиотека. До 15 января 1996 года в составе Горочичского сельсовета. До 15 января 1996 года в составе Горочичского сельсовета.

## Население

### Численность
- 2004 год — 70 хозяйств, 177 жителей.

### Динамика
- 1778 год — 3 дыма.
- 1795 год — 7 дворов.
- 1850 год — 214 жителей.
- 1897 год — 34 двора, 260 жителей (согласно переписи).
- 1908 год — 270 жителей.
- 1959 год — 426 жителей (согласно переписи).
- 2004 год — 70 хозяйств, 177 жителей.